# Les Georges Leningrad
Les Georges Leningrad est un groupe de rock expérimental canadien, originaire de Montréal, au Québec. Le groupe décrivait son mélange de rock, de noise rock, d'électro et de punk rock comme étant du « rock pétrochimique ». Durant leurs sept années d'existence, ils comptent trois albums et ont marqué la scène musicale dont ils sont issus par leur extravagance : masques et costumes, mises en scène surréalistes lors de leurs spectacles,, réponses absurdes, contradictoires et parfois même incompréhensibles aux questions des journalistes.

## Biographie
Les Georges étaient à l'origine formés de quatre membres, jusqu'au départ de la bassiste Toundra LaLouve après la parution du premier album. Les autres membres étaient Poney P (voix et claviers), Mingo L'Indien (claviers et guitare) et Bobo Boutin (batterie et claviers). Les Georges Leningrad ont déjà décrit leur groupe comme étant composé de « deux couples mariés de cannibales dont la muse est un fantôme en rut prénommé Georges. »
En mars 2007, le groupe annonce sa séparation ; il donne son dernier concert le 26 juin suivant, peu de temps après la parution du troisième album, Sangue Puro, sur Dare To Care Records.

## Discographie
- 2002 : Made In Taiwan (Les Records Coco Cognac)
- 2002 : Deux Hot Dogs Moutarde Chou (Les Records Coco Cognac)
- 2004 : Sur les Traces de Black Eskimo (Alien8 Recordings, Tomlab)
- 2005 : Supa Doopa Remix (Troubleman Unlimited)
- 2006 : Sangue Puro (Dare to Care, Tomlab)